# Péptido vasoactivo intestinal
El péptido intestinal vasoactivo, también llamado polipéptido intestinal vasoactivo o VIP, por las iniciales de su denominación en inglés (vasoactive intestinal peptide), es una hormona polipeptídica formada por 28 aminoácidos y producida por muchas estructuras del cuerpo humano, entre ellas el tubo digestivo, el páncreas y el núcleo supraquiasmático del hipotálamo. Sus funciones principales son estimular la secreción de iones y agua por el intestino e inhibir la secreción ácida gástrica.

## Función
El péptido intestinal vasoactivo actúa sobre numerosos órganos y tejidos, entre ellos el aparato digestivo, el pulmón, el corazón, el tiroides, el cerebro, el riñón, el aparato genital y el sistema inmunitario.  Tiene diferentes funciones, entre ellas las siguientes:
- En el tubo digestivo provoca relajación del esfínter esofágico inferior, inhibición de la secreción ácida gástrica y  estimulación de la secreción de agua y electrolitos  por el intestino.
- En el páncreas estimula la secreción de glucagón, insulina y somatostatina.
- En el hígado aumenta la secreción biliar.
- Vasodilatación que afecta a diferentes órganos, provoca por ejemplo vasodilatación de las arterias coronarias.
- En el sistema respiratorio actúa como un potente relajante de la musculatura lisa bronquial.
- En el hipotálamo modula la secreción de la hormona liberadora de gonadotropina GNRH.

## VIPoma
El VIPoma es un tumor neuroendocrino muy raro que puede localizarse en el páncreas y produce el péptido intestinal activo en cantidades muy altas, provocando la aparición de diarrea grave que cursa con pérdidas importantes de líquido, hipopotasemia y deshidratación.